# Boarmia albimacula
Boarmia albimacula là một loài bướm đêm trong họ Geometridae.